# بانک رفاه کارگران
بانک رفاه کارگران، یک بانک ایرانی و از بانک‌های خصوصی ایران می‌باشد که به‌عنوان بازوی ارائهٔ خدمات مالی و بانکداری سازمان تأمین اجتماعی ایران فعالیت می‌کند و طیف وسیعی از خدمات بانکی شامل: بانکداری خرد، بانکداری اختصاصی، بانکداری شرکتی، بانکداری سرمایه‌گذاری، مدیریت سرمایه‌گذاری، مدیریت ثروت، کارت‌های اعتباری و وام‌های مسکن را ارائه می‌نماید.
بانک رفاه در سال ۱۳۳۹ تأسیس شد و بر اساس آمار سال ۱۴۰۳ این بانک مالک شبکه‌ای از ۱۰۱۳ شعبه بانک است و ۱۱٬۳۵۱ نفر در آن اشتغال دارند. مجموع دارایی‌های بانک رفاه در پایان اسفند سال ۱۴۰۲ بالغ بر ۶٬۸۲۷ هزار میلیارد ریال (حدود ۱۲ میلیارد دلار) برآورد شده‌است. در پایان شهریور ماه سال ۱۴۰۳ حجم سپرده‌های سرمایه‌گذاری جذب شده توسط بانک رفاه کارگران تقریباً‌معادل ۳۹۵ هزار میلیادر تومان بوده که نسبت به پایان سال ۱۴۰۲  به میزان ۱۸۷٪ رشد داشته‌است.
بانک رفاه کارگران در کنار بانک ملت، بانک تجارت و بانک صادرات ایران در فهرستی تحت عنوان چهار بانک خصوصی‌سازی شده ایران، طبقه‌بندی می‌شوند.

## تاریخچه
بانک رفاه کارگران در خرداد ماه سال ۱۳۳۹ در اجرای تبصره ۳۹ قانون بودجه سال ۱۳۳۸ و نیز ماده ۳۸ قانون سازمان بیمه‌های اجتماعی کارگران و به منظور سرمایه‌گذاری و بهره‌برداری از وجوه بیمه کارگران اولین مجمع مؤسس بانک رفاه کارگران مرکب از وزرای بازرگانی، کار و مدیر عامل سازمان بیمه‌های اجتماعی کارگران تشکیل و بانک با سرمایه اولیه چهارصد میلیون ریال از محل وجوه سازمان بیمه‌های اجتماعی کارگران تأسیس و در تاریخ ۱۳۳۹/۵/۲۷ تحت شماره ۷۴۵۳ به ثبت رسید و فعالیت بانک با افتتاح شعبه مرکزی در تهران و شعبه اصفهان از ششم فروردین ماه سال ۱۳۴۰ آغاز گردید.
قانون ملی شدن بانک‌ها، مصوب خرداد ماه سال ۱۳۵۸ شورای انقلاب اسلامی ایران به بانک تسری یافت و بانک رفاه کارگران نیز ملی و سرمایه آن کلاً متعلق به دولت گردید و متعاقب آن طبق نامه شماره ۳۲۸۵/دش مورخ ۱۳۷۲/۵/۵ و نیز چهل و چهارمین اجلاس مورخ ۱۳۷۲/۴/۲۹ شورای عالی اداری مقرر شد، بانک رفاه کارگران با حفظ شخصیت حقوقی و استقلال مالی و اداری به سازمان تأمین اجتماعی ایران وابسته و براساس مصوبه مورخ ۱۳۸۰/۶/۳۱ مجمع عمومی فوق‌العاده بانک، شخصیت حقوقی بانک رفاه به (سهامی عام – غیردولتی) تغییر یافت و اساس‌نامه جدید بانک در ۷۲ ماده و ۱۳ تبصره مورد تصویب قرار گرفت.
بر اساس دادنامه شماره ۶۸۴ مورخ ۱۳۸۶/۸/۱۳ دیوان عدالت اداری و اظهار نظر ریاست دیوان عدالت اداری طبق نامه ۱۱/۴۸۳۶۵/د۴۱ مورخ ۱۳۸۷/۵/۸، میزان ۹۳٫۸٪ از سهام بانک رفاه کارگران با منظور نمودن افزایش سرمایه‌های تحقق یافته، به سازمان تأمین اجتماعی ایران تعلق دارد که در راستای اجرای ماده "۵" قانون سیاستهای کلی اصل ۴۴ قانون اساسی سازمان تأمین اجتماعی در تاریخ ۱۳۸۹/۱۲/۲۸ میزان سهم خود را در این بانک به ۱۶٫۰۷٪ تقلیل داد. همچنین در مورخ ۱۳۹۰/۳/۲۸ در راستای اجرای مصوبه شماره ۴۴۳۰۱/۲۶۱۹۲۲ هیئت‌وزیران، سهام متعلق به دولت (به میزان ۶٫۱۵٪ از کل سهام بانک) پس از کسر ۵٪ آن (سهام ترجیحی) بابت دیون قطعی دولت به سازمان تأمین اجتماعی واگذار گردید. 
به‌استناد مصوبه مجمع عمومی فوق‌العاده مورخ ۱۳۸۹/۱۲/۲۱ و مجوز شماره ۲۰/۱۸۳۸ سازمان خصوصی‌سازی ایران و مجوز شماره ۱۲۱/۱۸۰۹۶۸ سازمان بورس و اوراق بهادار و مجوز شماره ۱۴۱۵۷ بانک مرکزی جمهوری اسلامی ایران شخصیت حقوقی بانک به سهامی عام تغییر یافت و اساس‌نامه جدید مشتمل بر ۵۷ ماده و ۲۵ تبصره به تصویب رسید که جایگزین اساس‌نامه پیشین شد؛ همچنین به‌استناد صورت‌جلسه مجمع عمومی فوق‌العاده مورخ ۱۳۹۵/۱۱/۱۱ و مجوز شماره ۹۵/۴۱۶۹۳۸ بانک مرکزی جمهوری اسلامی ایران اساس‌نامه بانک منطبق با اساس‌نامه بانک‌های تجاری غیردولتی مشتمل بر ۱۴۷ ماده و ۲۲تبصره تصویب و به ثبت رسید.
با عنایت به تعریف شرکت دولتی در ماده (۴) قانون محاسبات عمومی مشعر بر: «شرکت دولتی واحد سازمانی مشخصی است که با اجازه قانون به صورت شرکت ایجاد شود یا به حکم قانون و یا دادگاه صالح، ملی و مصادره شده و به عنوان شرکت دولتی شناخته شده باشد و بیش از (۵۰%) از سرمایه آن متعلق به دولت باشد.» عنوان "شرکت دولتی" مشمول این بانک نمی شود، چرا که در سال ۱۴۰۳ بیش از (۵۰%) سهام این بانک متعلق به نهاد عمومی غیر دولتی (سازمان تامین اجتماعی) است. مضافا اینکه بر اساس آگهی روزنامه رسمی مورخ ۱۳۹۱/۰۳/۲۰ و اساسنامه مصوب شورای پول و اعتبار و دادنامه شماره ۴۰۳مورخ ۱۳۹۹/۰۴/۰۳ صادره از هیأت عمومی دیوان عدالت اداری، این بانک غیر دولتی می باشد. 
سرمایه بانک نیز از ۸۹۵ میلیارد ریال به ۴٬۰۰۰ میلیارد ریال افزایش یافت و مراتب در مورخ ۱۳۹۱/۳/۲۰در اداره ثبت شرکت‌ها به ثبت رسید. و همچنین با عنایت به اجرای آیین‌نامه تجدید ارزیابی دارایی‌ها در سال ۱۳۹۰ و با توجه به مجوز بانک مرکزی جمهوری اسلامی ایران سرمایه بانک از ۴٬۰۰۰ میلیارد به ۱۰٬۳۲۶ میلیارد ریال افزایش یافت و در تاریخ ۱۳۹۱/۷/۳۰ در اداره ثبت شرکت‌ها ثبت گردید. افزایش سرمایه بانک به مبلغ ۱۳٬۰۰۰ میلیارد از محل آورده نقدی سهامداران به شماره مجوز ۳۲۹۳۶۰ مورخ ۱۳۹۲/۱۱/۱۰ صادره از سوی بانک مرکزی جمهوری اسلامی ایران در تاریخ ۱۳۹۲/۱۲/۲۶ در اداره ثبت شرکت‌ها ثبت گردید و به شماره ۲۰۱۳۴ مورخ ۱۳۹۳/۲/۲ در روزنامه رسمی جمهوری اسلامی ایران منتشر گردید.
| سال       | مبلغ سرمایه | مبلغ افزایش سرمایه                                                                                  | درصد افزایش سرمایه                                                                                  | نحوه افزایش سرمایه                                                                                  | تامین کننده افزایش سرمایه                                                                           |
| --------- | ----------- | --------------------------------------------------------------------------------------------------- | --------------------------------------------------------------------------------------------------- | --------------------------------------------------------------------------------------------------- | --------------------------------------------------------------------------------------------------- |
| ۱۳۳۹–۱۳۴۴ | ۴۰۰         | -                                                                                                   | ۰٪                                                                                                  | آورده نقدی                                                                                          | سازمان تأمین اجتماعی                                                                                |
| ۱۳۴۵–۱۳۵۲ | ۱٬۰۰۰       | ۶۰۰                                                                                                 | ۱۵۰٪                                                                                                | آورده نقدی                                                                                          | سازمان تأمین اجتماعی                                                                                |
| ۱۳۵۳–۱۳۵۵ | ۵٬۰۰۰       | ۴٬۰۰۰                                                                                               | ۴۰۰٪                                                                                                | آورده نقدی                                                                                          | سازمان تأمین اجتماعی                                                                                |
| ۱۳۵۶–۱۳۵۸ | ۱۰٬۰۰۰      | ۵٬۰۰۰                                                                                               | ۱۰۰٪                                                                                                | آورده نقدی                                                                                          | سازمان تأمین اجتماعی                                                                                |
| ۱۳۵۹–۱۳۷۱ | ۱۰٬۰۰۰      | به استناد قانون ملی شدن بانک‌ها مصوب سال ۱۳۵۸ شورای انقلاب سرمایه بانک رفاه کلاٌ متعلق به دولت گردید. | به استناد قانون ملی شدن بانک‌ها مصوب سال ۱۳۵۸ شورای انقلاب سرمایه بانک رفاه کلاٌ متعلق به دولت گردید. | به استناد قانون ملی شدن بانک‌ها مصوب سال ۱۳۵۸ شورای انقلاب سرمایه بانک رفاه کلاٌ متعلق به دولت گردید. | به استناد قانون ملی شدن بانک‌ها مصوب سال ۱۳۵۸ شورای انقلاب سرمایه بانک رفاه کلاٌ متعلق به دولت گردید. |
| ۱۳۷۲–۱۳۷۶ | ۵۴٬۹۴۰      | ۴۴٬۹۴۰                                                                                              | ۴۴۹٬۴٪                                                                                              | تجدید ارزیابی دارایی‌ها                                                                              | سازمان تأمین اجتماعی                                                                                |
| ۱۳۷۷–۱۳۷۸ | ۹۵٬۰۰۰      | ۴۰٬۰۶۰                                                                                              | ۷۲٬۹٪                                                                                               | آورده نقدی                                                                                          | سازمان تأمین اجتماعی                                                                                |
| ۱۳۷۹–۱۳۸۰ | ۵۹۵٬۰۰۰     | ۵۰۰٬۰۰۰                                                                                             | ۵۲۶٬۳٪                                                                                              | آورده نقدی                                                                                          | سازمان تأمین اجتماعی                                                                                |
| ۱۳۸۱–۱۳۸۹ | ۸۹۵٬۰۰۰     | ۳۰۰٬۰۰۰                                                                                             | ۵۰٬۴٪                                                                                               | آورده نقدی                                                                                          | سازمان تأمین اجتماعی                                                                                |
| ۱۳۸۹      | ۸۹۵٬۰۰۰     | -                                                                                                   | -                                                                                                   | -                                                                                                   | -                                                                                                   |
| ۱۳۹۰      | ۴٬۰۰۰٬۰۰۰   | ۳٬۱۰۵٬۰۰۰                                                                                           | ۳۴۶٬۹۲٪                                                                                             | آورده نقدی                                                                                          | سازمان تأمین اجتماعی و شرکت‌های سهامدار                                                              |
| ۱۳۹۰      | ۱۰٬۳۲۶٬۰۰۰  | ۶٬۳۲۶۰۰۰                                                                                            | ۱۵۸٬۱۵٪                                                                                             | تجدید ارزیابی دارایی‌ها                                                                              | -                                                                                                   |
| ۱۳۹۲      | ۲۳٬۳۲۶٬۰۰۰  | ۱۳٬۰۰۰٬۰۰۰                                                                                          | ۱۲۶٪                                                                                                | آورده نقدی                                                                                          | سازمان تأمین اجتماعی و شرکت‌های سهامدار                                                              |
| ۱۴۰۰      | ۱۹۲٬۶۸۹٬۰۰۰ | ۱۶۹٬۳۶۳٬۰۰۰                                                                                         | ۷۲۶٪                                                                                                | آورده نقدی و تجدید ارزیابی دارایی‌ها                                                                 | سازمان تأمین اجتماعی                                                                                |
| ۱۴۰۱      | ۶۲۰٬۴۸۲٬۵۸۳ | ۴۲۷٬۷۹۳٬۵۸۳                                                                                         | ۲۲۲٪                                                                                                | مرحله اول از محل مطالبات حال شده و آورده نقدی سهامداران                                             | -                                                                                                   |
| ۱۴۰۲      | ۶۶۰٬۰۰۰٬۰۰۰ | ۳۹٬۵۱۷٬۴۱۷                                                                                          | ۲۰٪                                                                                                 | مرحله دوم از محل سود انباشته                                                                        | -                                                                                                   |

### تحریم
۸ اکتبر ۲۰۲۰ بانک رفاه کارگران همراه با ۱۷ بانک در ایران در لیست سیاه وزارت خزانه‌داری آمریکا قرار گرفته و تحریم شد.

## شرکت‌های تابعه

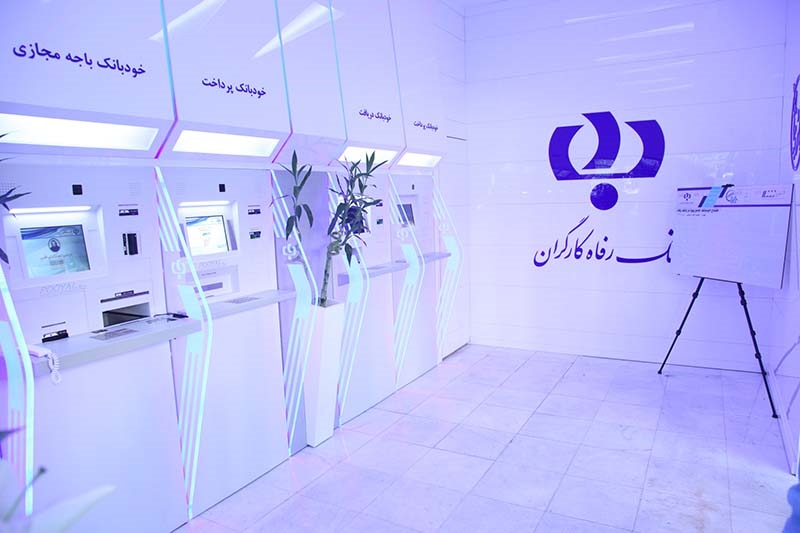
شعبه تمام الکترونیکی دکتر حسابی تهران - خیابان ولیعصر

بانک رفاه کارگران در کنار خدمات متنوع بانکی، امکان استفاده از سایر خدمات مالی در حوزه‌های بورس، بیمه، صرافی، تجارت الکترونیک و… را فراهم آورده و این شرکت‌ها در قالب زیر مجموعه‌های بانک در حال ارائه خدمات به مشتریان می‌باشند. در حال حاضر تمرکز هیئت مدیره بانک بر روی دو حوزه ارتقای سبد خدمات الکترونیک و ارائه خدمات نوآورانه و متنوع دیجیتال و تبدیل شدن به یکی از سه بانک برتر در حوزه ارائه خدمات دیجیتال و فناورانه و همچنین تکریم مشتری و بهبود فرایندهای مشتری محوری در بانک قرار دارد.
| نام شرکت                    | درصد مالکیت | نوع شرکت  |
| --------------------------- | ----------- | --------- |
| بیمه رفاه فرازان            | ۱۰۰٪        | سهامی خاص |
| کارگزاری رفاه               | ۱۰۰٪        | سهامی خاص |
| صرافی رفاه                  | ۱۰۰٪        | سهامی خاص |
| هتل رفاه                    | ۱۰۰٪        | سهامی خاص |
| پتروشیمی امیرکبیر           | ۵۲٪         | سهامی عام |
| داده‌پردازی ایران            | ۵۲٪         | سهامی عام |
| پالایش نفت شازند اراک       | ۴۹٫۴٪       | سهامی عام |
| پالایش نفت بندرعباس         | ۳۴٪         | سهامی عام |
| پرداخت الکترونیک بانک سامان | ۳۰٪         | سهامی عام |
| سرمایه‌گذاری دارویی تأمین    | ۱۵٪         | سهامی عام |
| فولاد مبارکه اصفهان         | ۱۰٪         | سهامی عام |
| پالایش نفت اصفهان           | ۱۰٪         | سهامی عام |

## شعب

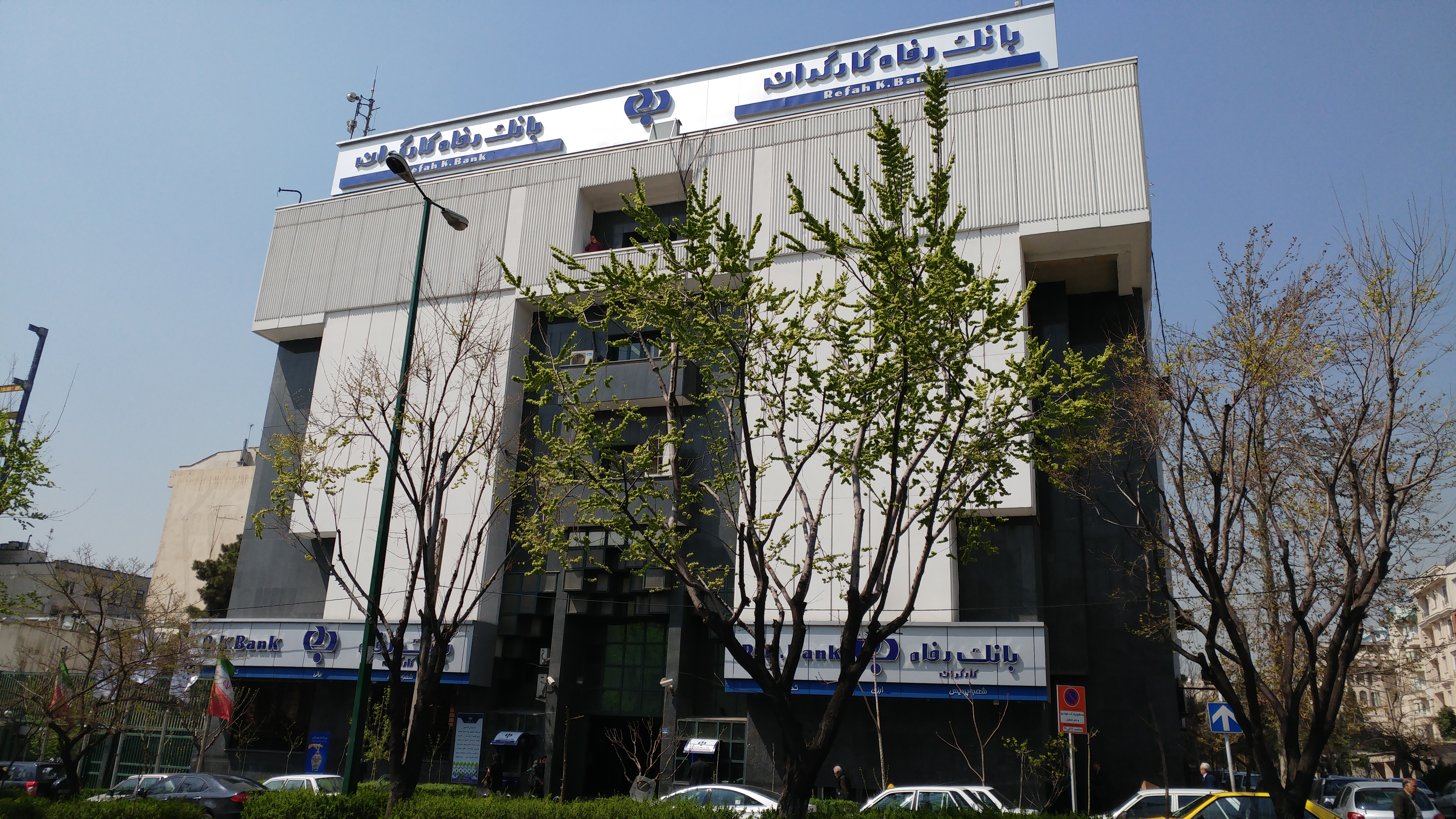
ساختمان پردیس بانک رفاه تهران - خیابان شیراز

بانک رفاه دارای ۱۰۱۳ شعبه در سراسر ایران است. شعبه مرکزی آن در خیابان ولیعصر تهران قرار دارد. تعداد کارکنان آن ۱۱٬۳۵۱ نفر است. 
بانک رفاه در سال ۱۴۰۲ حدود ۳٬۴۸۵ دستگاه خودپرداز (ATM)، بیش از ۲۰۲٬۰۱۲ هزار کارت خوان (POS) نصب شده فعال و ۳۷ میلیون و ۹۴۰ هزار کارت صادره بانکی و بیش از ۳۳ میلیون حساب موجود در سامانه متمرکز بانک داشته‌است...

## رتبه‌بندی در میان ۱۰۰ شرکت برتر ایران
سازمان مدیریت صنعتی رتبه‌بندی شرکت‌های برتر ایران را برای سالیان متوالی تهیه نموده‌است. این فهرست با الهام از رسالت سازمان با فراهم نمودن آمار و اطلاعات شفاف و مفید در مورد بنگاه‌های اقتصادی کشور، فضای روشن‌تری از کسب و کار اقتصادی ارایه می‌دهد و به مدیران، سیاستگذاران و پژوهشگران، یاری می‌رساند تا شناخت و درک دقیق‌تری از مقیاس، ساختار مالی و اقتصادی صنایع و بنگاه‌های اقتصادی بزرگ بیابند. فهرست صد شرکت برتر، مجموعه‌ای متعلق به شرکت‌های بزرگ ایران است. 
| سال مالی | رتبه در بین ۱۰۰ شرکت برتر | تغییر‌‌ رتبه نسبت به سال پیشین | میزان فروش (ریال)     |
| -------- | ------------------------- | ---------------------------- | --------------------- |
| ۱۴۰۲     | ۳                         | ۷                            | ۳٬۹۱۷٬۲۵۰٬۰۰۰٬۰۰۰٬۰۰۰ |
| ۱۴۰۱     | ۱۰                        | ۱                            | ۱٬۶۰۵٬۶۲۶٬۰۰۰٬۰۰۰٬۰۰۰ |
| ۱۴۰۰     | ۹                         | ۲                            | ۹۰۸٬۷۱۷٬۰۰۰٬۰۰۰٬۰۰۰   |
| ۱۳۹۹     | ۱۱                        | ۴                            | ۵۹۶٬۹۷۰٬۰۰۰٬۰۰۰٬۰۰۰   |
| ۱۳۹۸     | ۷                         | ۱۱                           | ۴۲۶٬۵۶۰٬۰۰۰٬۰۰۰٬۰۰۰   |
| ۱۳۹۷     | ۱۸                        | ۱                            | ۱۳۵٬۶۶۷٬۰۰۰٬۰۰۰٬۰۰۰   |
| ۱۳۹۶     | ۱۷                        | ۸                            | ۱۰۵٬۱۲۰٬۰۰۰٬۰۰۰٬۰۰۰   |
| ۱۳۹۵     | ۹                         | ۷                            | ۱۶۱٬۶۰۱٬۰۰۰٬۰۰۰٬۰۰۰   |
| ۱۳۹۴     | ۱۶                        | ۱۱                           | ۱۱۶٬۳۰۸٬۰۰۰٬۰۰۰٬۰۰۰   |
| ۱۳۹۳     | ۲۷                        | ۱۴                           | ۶۱٬۵۴۷٬۰۰۰٬۰۰۰٬۰۰۰    |
| ۱۳۹۲     | ۴۱                        | ۸                            | ۳۸٬۴۹۲٬۰۰۰٬۰۰۰٬۰۰۰    |
| ۱۳۹۱     | ۴۹                        | -                            | ۲۶٬۳۵۱٬۰۰۰٬۰۰۰٬۰۰۰    |

در همایش شرکت‌های برتر ایران در بهمن ماه سال ۱۴۰۳ (برمبنای صورت‌های مالی سال ۱۴۰۲) بانک رفاه کارگران مفتخر به کسب رتبه سوم در بین ۱۰۰ شرکت برتر و رتبه نخست در شبکه بانکی کشور از نظر شاخص فروش شد. 

## مشتریان

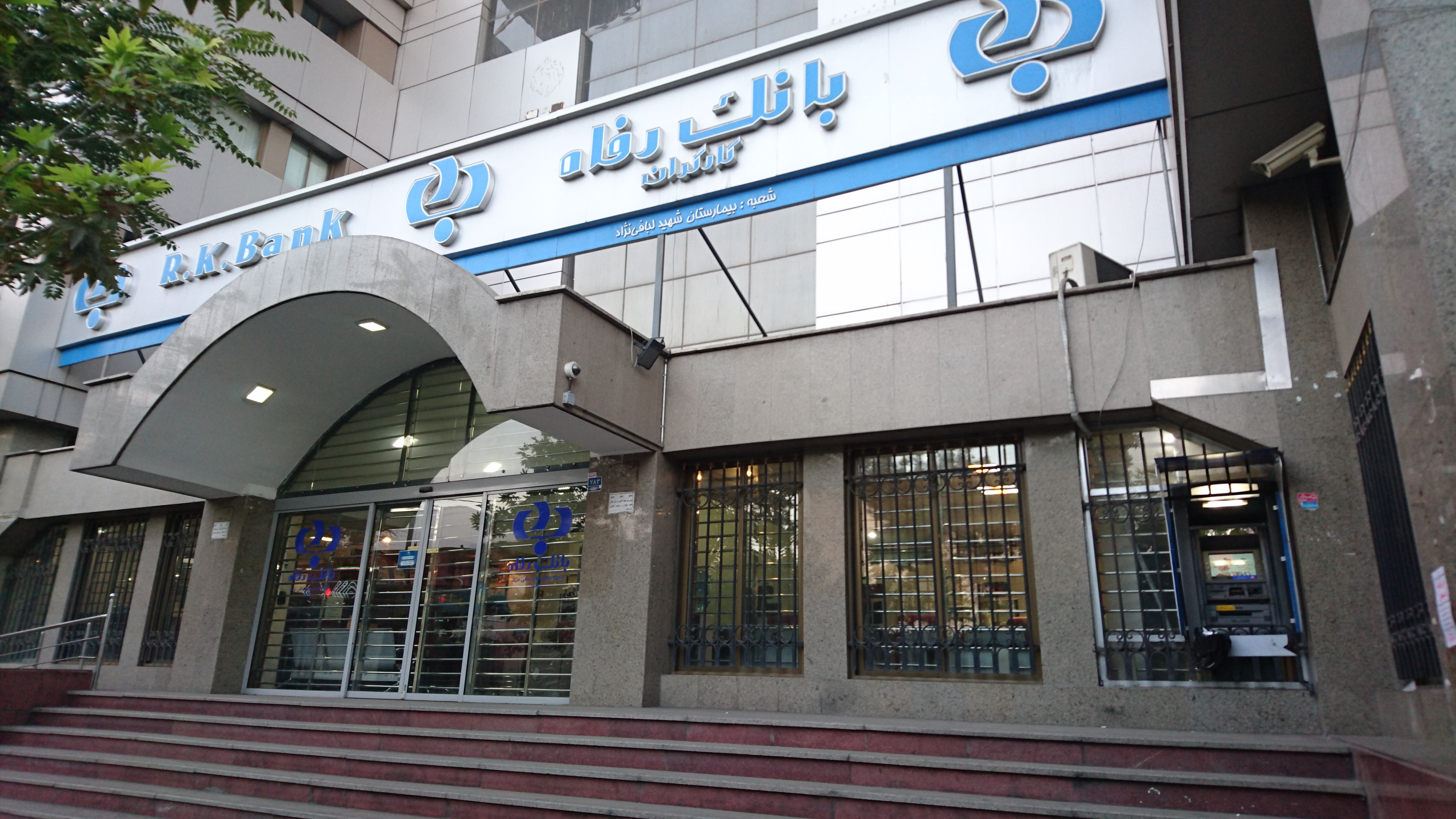
بانک رفاه کارگران شعبه بیمارستان شهید لبافی نژاد - تهران خیابان پاسداران

بانک رفاه کارگران به عنوان یکی از زیرمجموعه‌های سازمان تأمین اجتماعی از مزیت بهره‌مندی از مشتریان حقوقی بزرگ و کلیدی همچون وزارت تعاون، کار و رفاه اجتماعی، سازمان تأمین اجتماعی، شستا، دانشگاه علوم پزشکی ایران، بسیاری از بیمارستان‌ها و مراکز ارائه کننده خدمات درمانی همچون بیمارستان میلاد، بیمارستان قلب شهید رجایی و بیمارستان شهید لبافی نژاد برخوردار است. به‌طور کلی بانک‌ها قادرند برای مشتریان کلیدی و شرکای استراتژیک خود از طریق فعالیت‌های بانکداری سرمایه‌گذاری راه حل‌های مالی ارزنده طراحی کند.
به دلیل فعالیت بانک رفاه کارگران در حوزه سلامت قسمت عمده مشتریان حقیقی بانک را پزشکان و پرستاران بیمارستان‌ها و همچنین بازنشستگان سازمان تأمین اجتماعی تشکیل می‌دهند که به صورت مستمر حقوق و مزایای خود را از طریق این بانک دریافت می‌نمایند.

## اعضای هیئت مدیره
- حمیدرضا فتحی بیرانوند ( عضو هیئت مدیره و قائم مقام مدیرعامل)
- نجات امینی (رئیس هیئت مدیره)
- وحید خانلری (عضو هیئت مدیره)

- مصطفی سرگلزایی (عضو هیئت مدیره)

## مسئولیت‌های اجتماعی
بانک رفاه کارگران همواره نقش مؤثر و فعالی در ایفای مسئولیت‌های اجتماعی داشته‌است. کمک به مراکز پژوهشی و دانشگاهی، مساعدت با انجمن‌های خیریه و عام‌المنفعه و ارائه خدمات و امکانات بانک به اقشار مختلف جامعه اعم از فرهنگیان، پرستاران و… بخشی از توفیقات بانک در این خصوص است و در این خصوص می‌توان به مواردی همچون کمک مالی جهت آستانه حضرت معصومه، اهدای البسه زمستانی به آسایشگاه خیریه کهریزک، حمایت مالی از بازی‌های زنان مسلمان، کمک به انجمن حمایت از بیماران کلیوی، تالاسمی و سرطانی، تجلیل از خبرنگاران جانباز، تجلیل از هنرمندان صنایع دستی، حمایت از طرح پلاک‌دار کردن بیماران دیابتی، حمایت از برگزیدگان جشنواره کارآفرینی دانشگاه شریف، توزیع بسته‌های فرهنگی در مدارس، اهداء تجهیزات پزشکی و توانبخشی به آسایشگاه خیریه کهریزک، تجلیل از ائمه جماعات و… اشاره کرد.

## افتخارات
- دریافت نشان تعالی روابط عمومی از دومین دوره آئین معرفی و قدردانی از سرآمدان روابط عمومی ایران در سال ۱۳۹۲.
- دریافت دو نشان برتر بین‌المللی «رضایت مندی مشتریان» و «نوآوری در مدیریت روابط عمومی»، در بزرگ‌ترین اجلاس سران و مدیران اقتصاد، صنعت و تجارت ایران (اکو ایت) نشان و استاندارد بین‌المللی رضایت مندی مشتریان (10004:2012 ISO) از اتحادیه اروپا و نشان نوآوری در مدیریت روابط عمومی.
- دریافت رتبه نخست مشتری مداری در سال ۱۳۹۱ برای هشتمین سال متوالی.
- کسب جایزه بین‌المللی ستاره کیفیت در سال ۱۳۸۸ توسط مؤسسه وزین BID بر مبنای مدل BIDQC100TQM بر اساس شاخص‌هایی چون کیفیت محوری، مشتری مداری، رضایت شغلی، ارزیابی اثربخشی سیستم‌ها و…
- دریافت گواهینامه تعهد به تعالی از بنیاد مدیریت کیفیت اروپا EFQM. این گواهینامه ویژه سازمان‌هایی است که حرکت به سمت تعالی را آغاز کرده‌اند و دریافت آن توسط بانک رفاه آغازگر جنبش سرآمدی در نظام بانکی است. گفتنی است بانک رفاه در سال ۱۳۸۷ گامهای اساسی را برای دستیابی به گواهینامه اشتهار به تعالی از بنیاد مذکور (سطح مهم) آغاز کرده‌است.
- دریافت گواهینامه ISO9001-2000 را از شرکت DQS آلمان در سال ۱۳۸۰.
- دریافت جوایز سطوح عالی مؤسسه بین‌المللی BID شامل جوایز پلاتینیوم و الماس بر اساس مدل QC100 مدیریت کیفیت در راستای ارتقاء کیفیت فعالیتهای خود در زمینه حرکت به سمت تعالی و سرآمدی سازمانی، افزایش میزان رضایتمندی مشتریان و ترویج فرهنگ مشارکتی و کار تیمی.
- کسب رتبه نخست مشتری مداری و تکریم ارباب رجوع در گروه بانک و بیمه در سال ۱۳۸۹ بر اساس طرح سنجش میزان رضایت مندی مراجعان از نحوه ارائه خدمات دستگاه‌های عمومی و دولتی که همه ساله توسط معاونت توسعه مدیریت و سرمایه نیروی انسانی ریاست جمهوری انجام می‌پذیرد.
- پس از انقضاء گواهینامه 2000: 9001 ISO که به عنوان اولین بانک در سطح خاورمیانه موفق به دریافت آن شده بود، موفق به دریافت گواهینامه 2008: 9001 ISO از شرکت tuv nord آلمان برای تمامی فعالیت‌ها و خدمات خود گردید.
- از سوی پنجمین جشنواره خدمت رسانی و پاسخگویی، تندیس رتبه برتر خدمات رسانی و پاسخگویی در بین ۴۴ وزارتخانه و سازمان به بانک رفاه اختصاص یافت.

## دفاتر مرکزی
ساختمان‌های ادارات مرکزی بانک رفاه کارگران در تهران عبارتند از:
1. ساختمان ولیعصر - تهران، خیابان ولیعصر، نرسیده به میدان ونک، پلاک ۲۵۸۴
2. ساختمان پردیس - تهران، میدان ونک، خیابان ملاصدرا، خیابان شیراز شمالی پلاک ۱۸۶
3. ساختمان بلوار کشاورز - تهران، بلوار کشاورز، روبروی بیمارستان پارس
4. ساختمان اداره آموزش - تهران، خیابان انقلاب، روبروی خیابان لاله زار، کوچه کریمی، پلاک ۹
5. ساختمان آرارات - تهران، خیابان ونک، تقاطع خیابان ونک و آرارات، روبروی پارک آرارات، پلاک ۵۱
6. ساختمان سمیه- تهران، خیابان شریعتی، ابتدای خیابان سمیه، پلاک ۲۵
7. ساختمان ملاصدرا- تهران، میدان ونک، خیابان ملاصدرا، روبروی بیمارستان بقیةالله، پلاک ۲۰۷

## نگارخانه

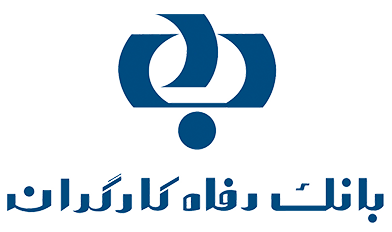
لوگوی پیشین بانک (تا ۱۴۰۰)
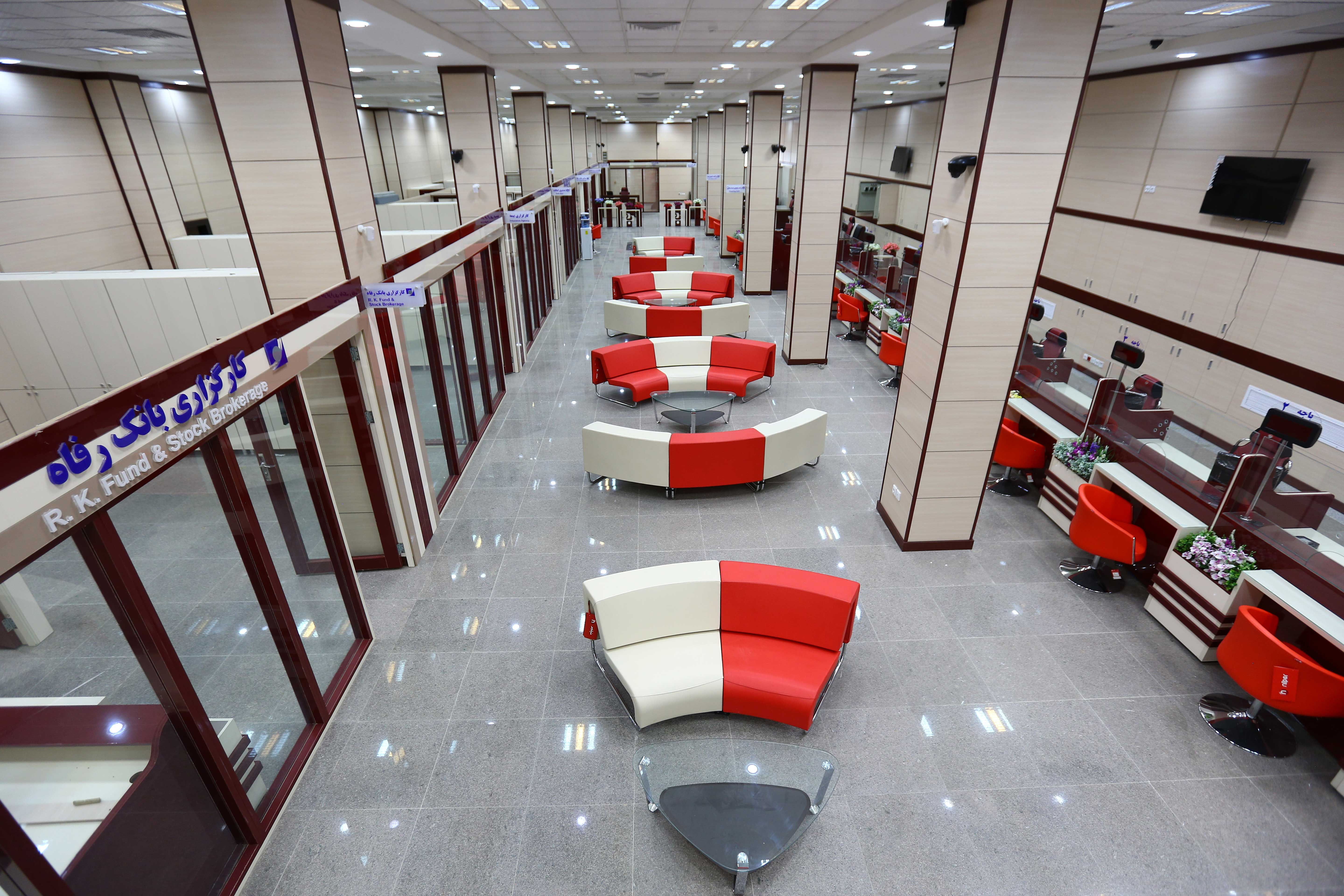
نمایی از شعبهٔ بلوار کشاورز تهران
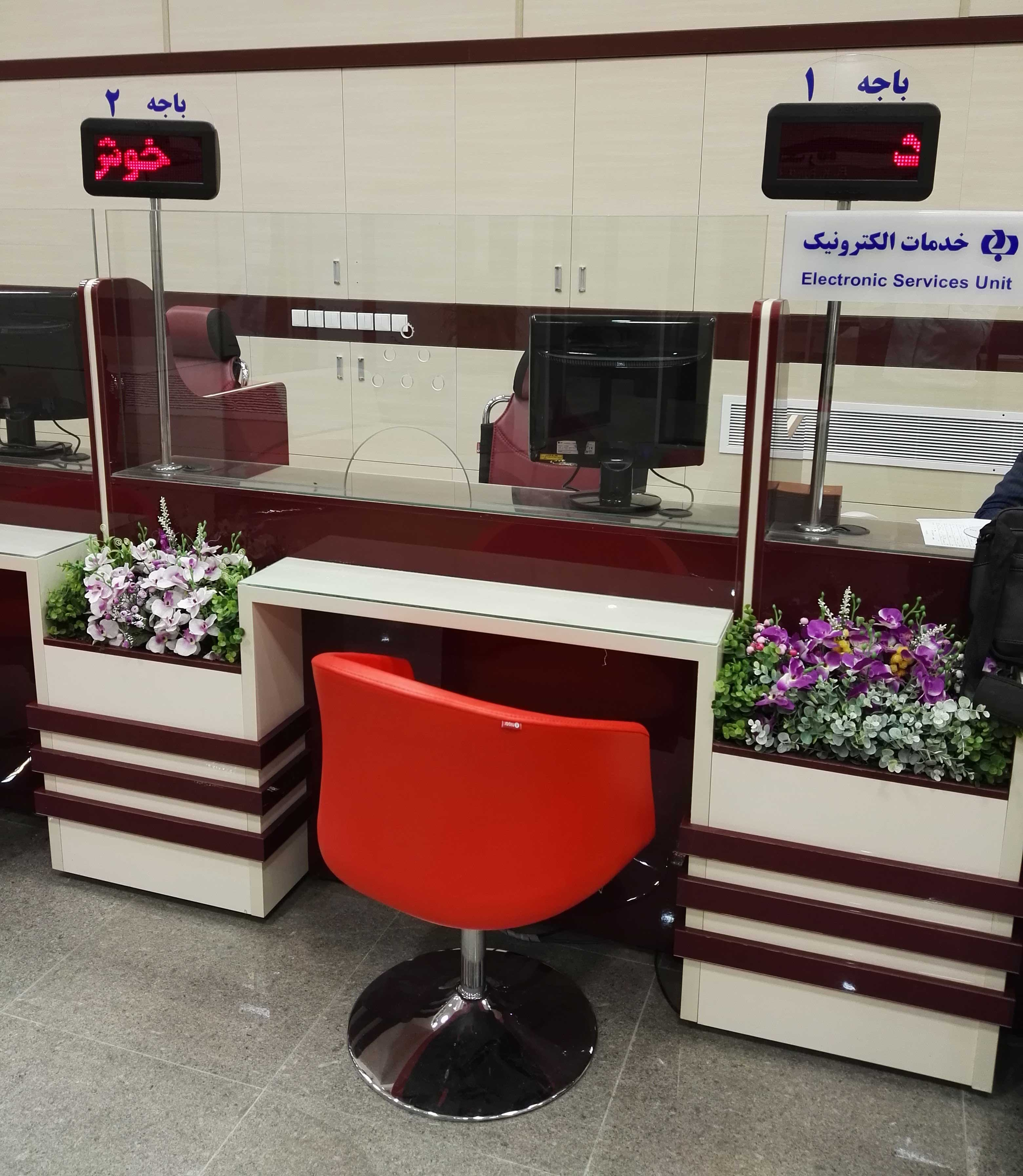
نمایی از باجهٔ خدمات الکترونیک
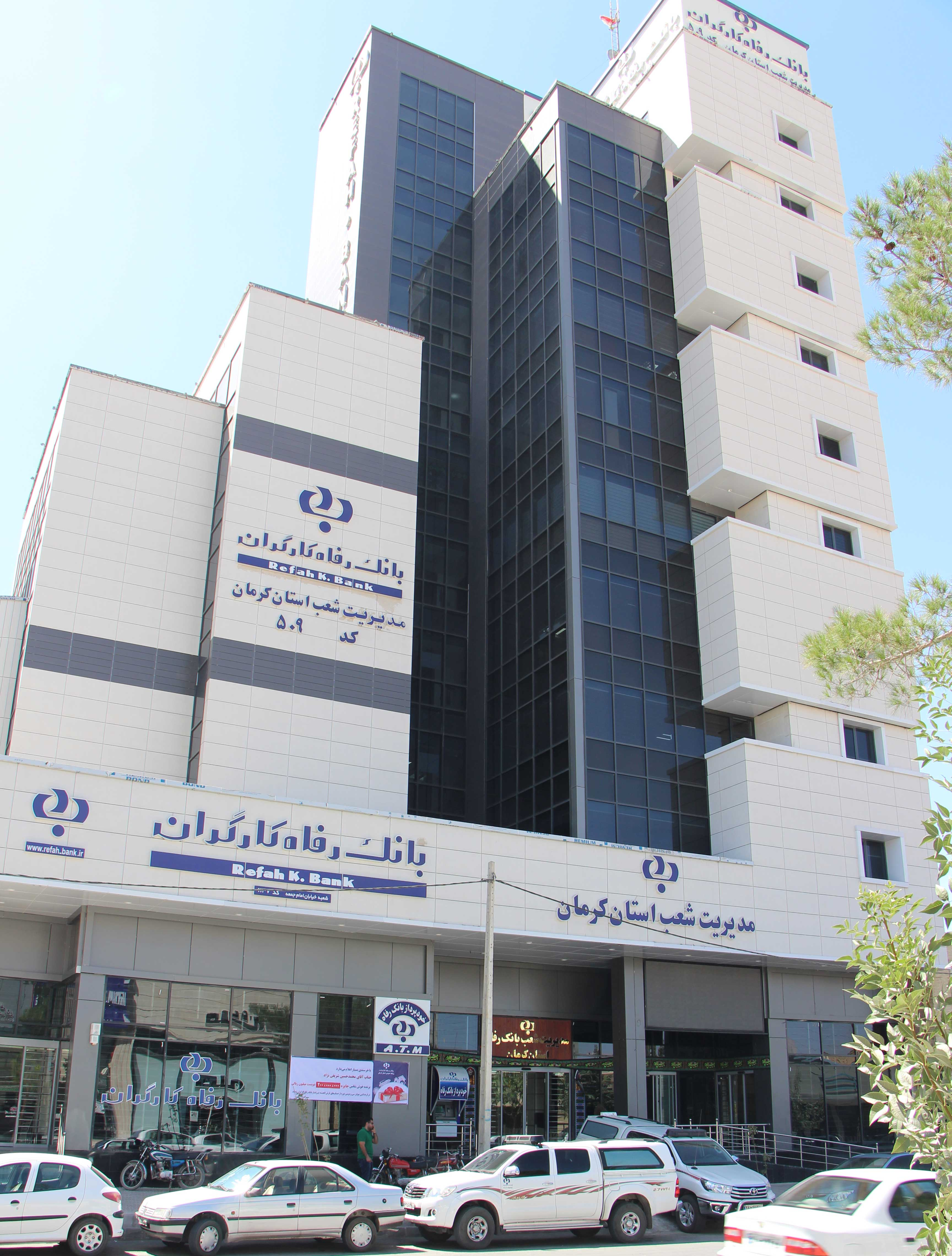
مدیریت شعب استان کرمان
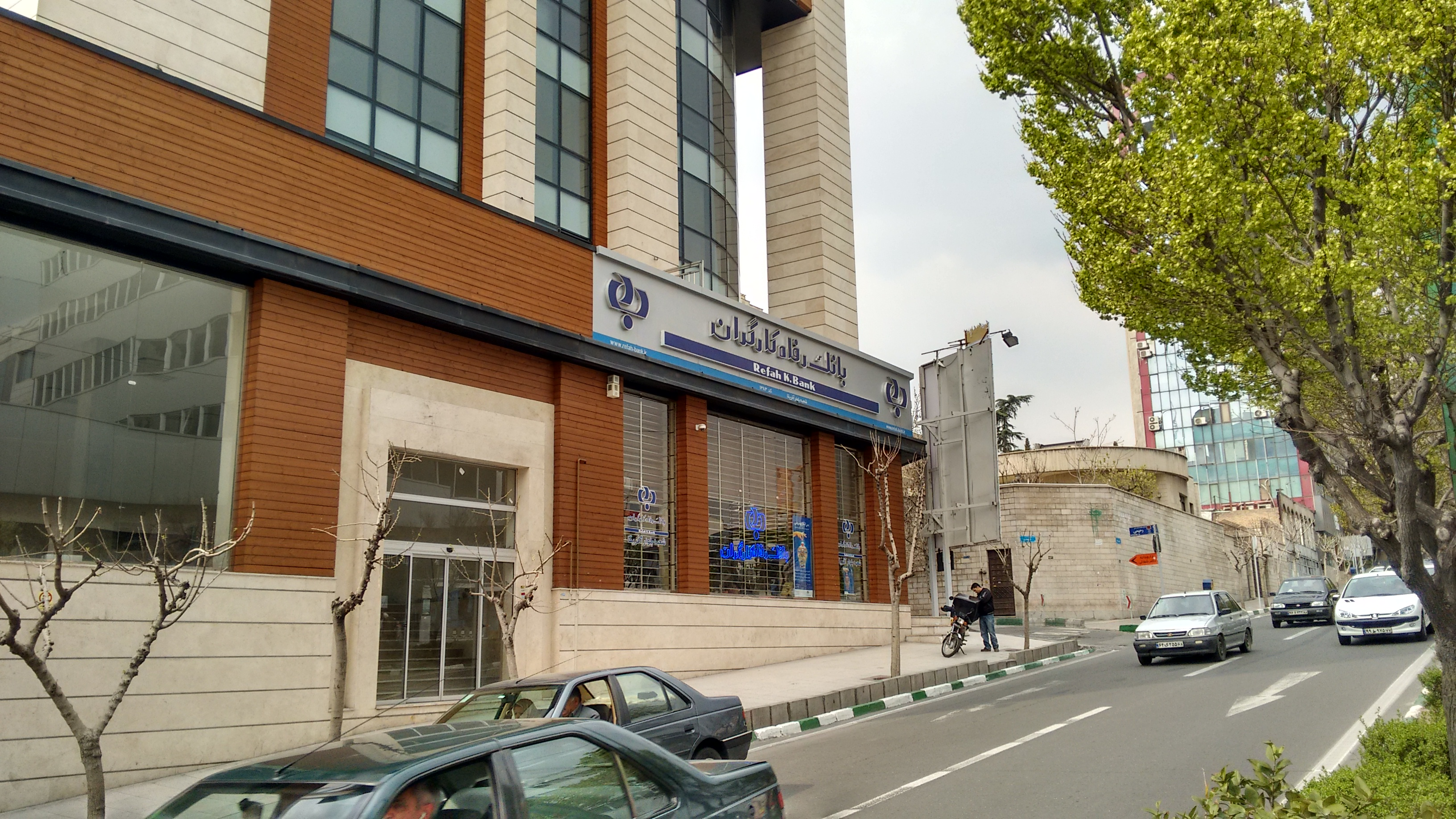
شعبهٔ بلوار آفریقا تهران
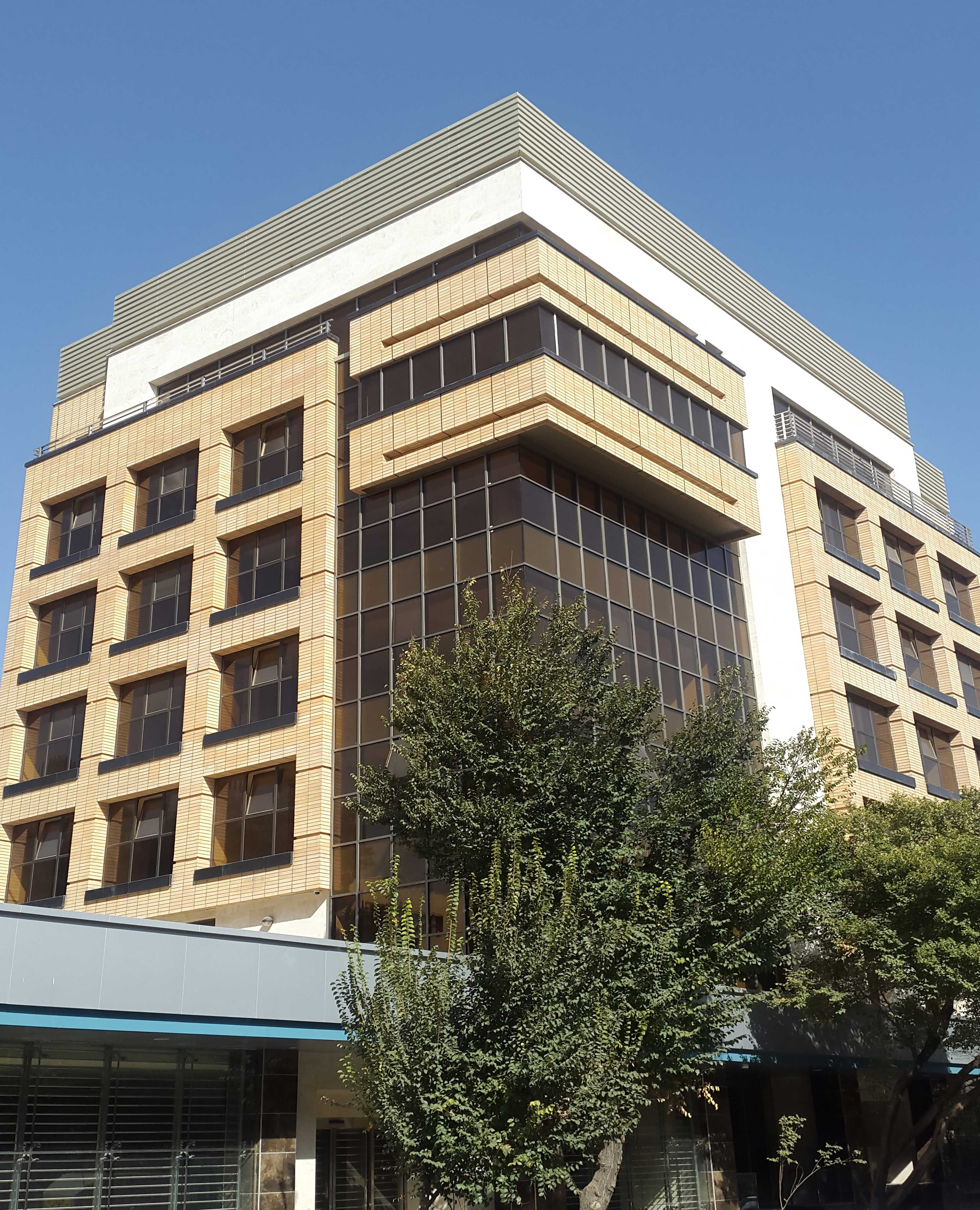
ساختمان مدیریت شعب استان اصفهان
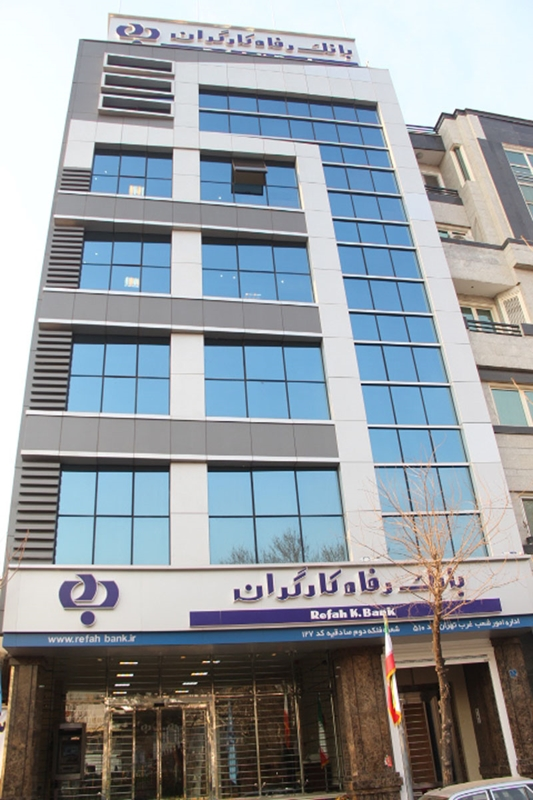
شعبهٔ فلکه دوم صادقیه تهران
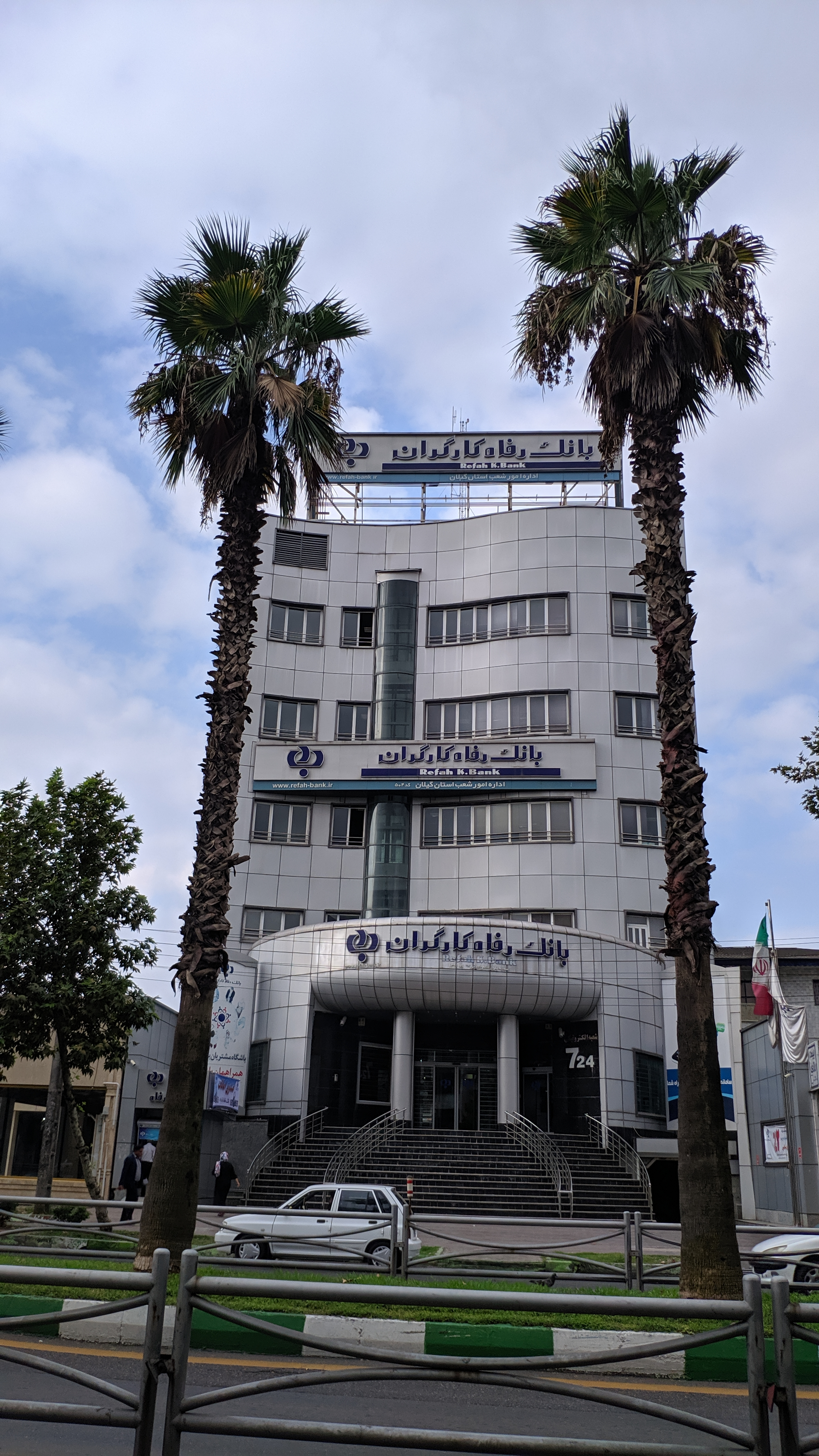
مدیریت شعب استان گیلان